# Slag bij Fariskur

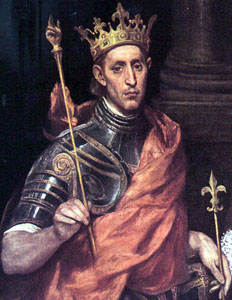
Koning Lodewijk IX werd gevangengenomen voor losgeld

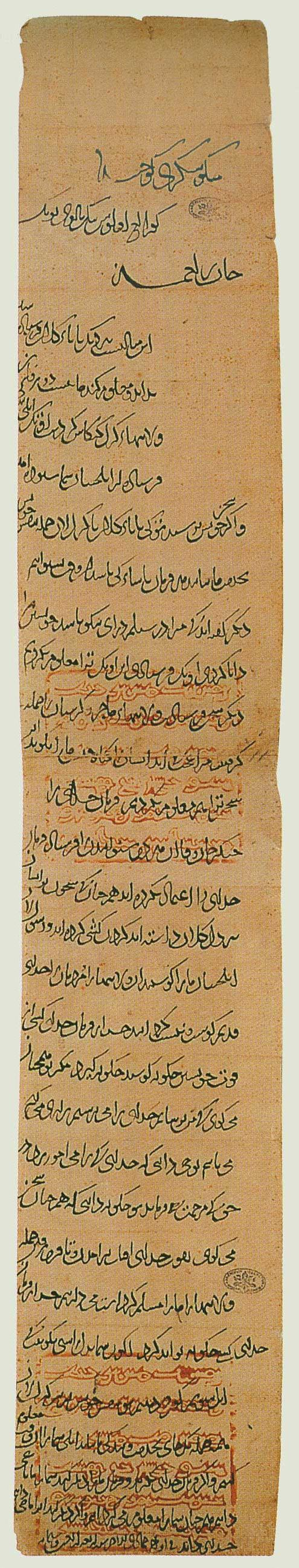
Brief uit 1246 van Güyük aan Paus Innocentius IV

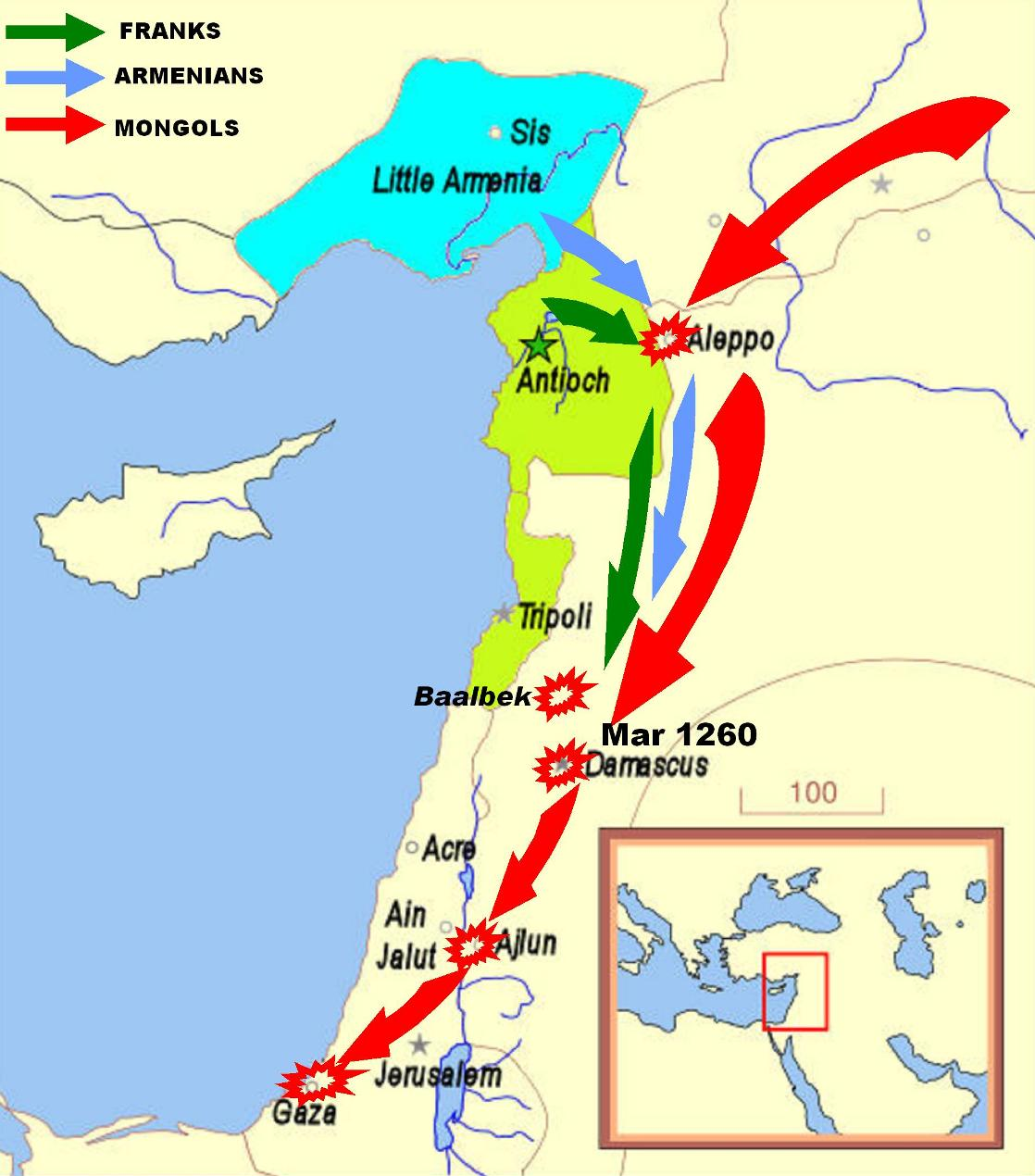
Het Mongools offensief van 1260 ging tot aan de grens met Egypte

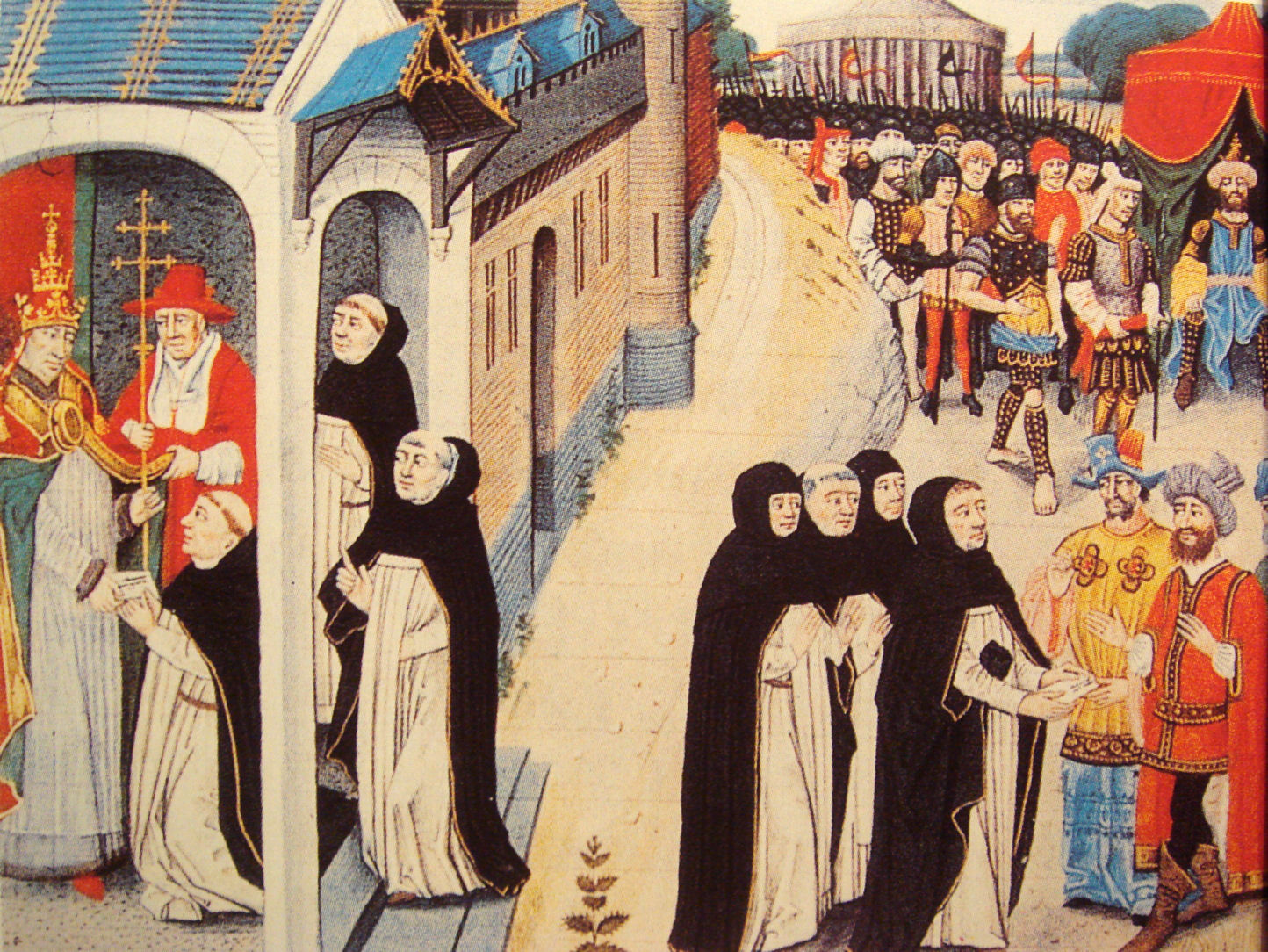
Ascelin van Lombardije, gezant van de Paus, wisselt brieven uit met de Mongoolse generaal Baiju.

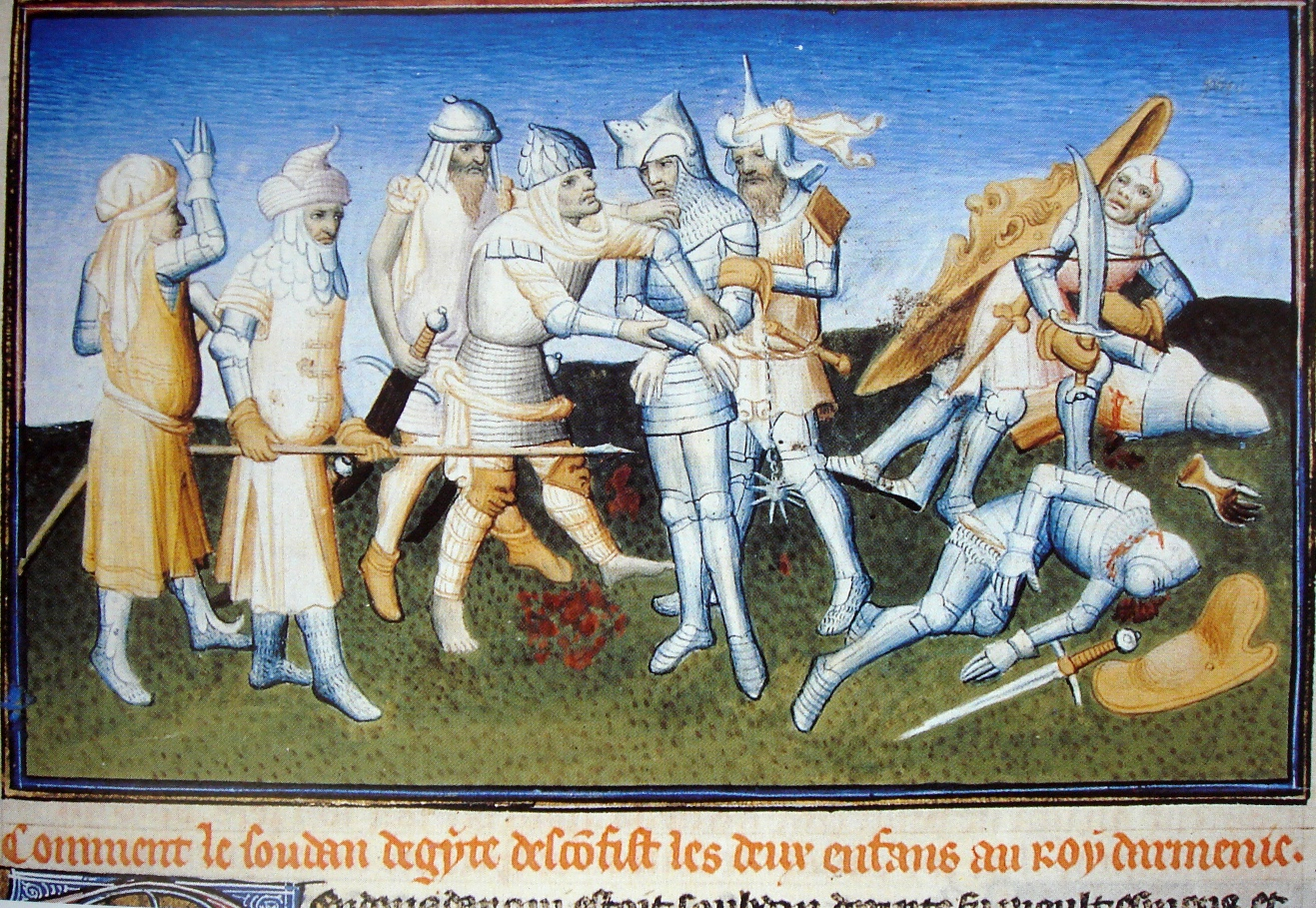
Baibars straft het koninkrijk Cilicisch-Armenië in 1266

De Gouden Horde in 1389

De Slag bij Fariskur op 6 april 1250 was de laatste grote veldslag van de Zevende Kruistocht, waarbij de Ajjoebiden onder al-Muazzam Turanshah de kruisvaarders versloegen en Lodewijk IX van Frankrijk gevangennamen.

## De Zevende Kruistocht
Met steun van paus Innocentius IV tijdens het Eerste concilie van Lyon trok koning Lodewijk IX van Frankrijk met zijn broers Karel van Anjou en Robert I van Artesië naar Egypte voor de Zevende Kruistocht. Hun bedoeling was om de Ajjoebiden in Egypte en Syrië te verslaan en dan het in 1244 door de moslims veroverde Jeruzalem te heroveren.
De schepen landden in de havenstad Damietta in juni 1249. Lodewijk IX schreef een brief naar as-Salih Ayyub
”Zoals u weet ben ik de heerser van de christelijke natie. Ik weet dat u de heerser bent van de mohammedaanse natie. De mensen van Al-Andalus geven mij geld en geschenken terwijl we hen behandelen als vee. We doden hun mannen en maken hun vrouwen tot weduwen. We nemen de jongens en meisjes gevangen en maken hun huizen leeg. Ik heb u genoeg verteld en ik heb u raad gegeven, dus als u mij nu een sterke eed zweert en als u naar christelijke priesters en monniken gaat en als u voor mijn ogen kaarsen draagt als een teken van gehoorzaamheid aan het kruis, al dat zal mijn niet overtuigen om u te grijpen en te doden op uw dierbaarste plaats op aarde.
Als het land van mij is dan is het een gift aan mij. Als het land van u is en u verslaat mij dan zal u de bovenste hand hebben. Ik heb u verteld en gewaarschuwd over mijn soldaten die mij gehoorzamen. Ze kunnen open vlakte en bergen innemen en zijn talrijk als steentjes. Ze zullen naar u gezonden worden met zwaarden van vernieling.”

## Inname van Damietta
De commandant Emir Fakhr ad-Din Yussuf van het garnizoen van de Ajjoebiden in Damietta trok zich terug naar het kamp van de sultan in Ashmum-Tanah.
Dit veroorzaakte paniek onder de bevolking van Damietta, die de stad ontvluchtte.
De brug tussen Damietta en de westelijke oever van de Nijl bleef intact.
Vanuit Damietta rukte Lodewijk op naar Caïro. Zijn derde broer Alfons van Poitiers was aangekomen ter versterking. Lodewijk hoorde dat sultan as-Salih Ayyub overleden was.

## Aanval op het kamp bij Gideila
De Fransen staken het Kanaal van Ashmum over, nu al-Bahr al-Saghir en vielen bij verrassing het Egyptisch kamp aan bij Gideila, drie kilometer van Al Mansurah.
De Egyptische troepen in het kamp waren verrast en trokken zich terug naar Al Mansurah. De kruisvaarders volgden hen. De mammelukken Faris ad-Din Aktai en Baibars namen de leiding en organiseerden de terugtocht. Opperbevelhebber Shajar al-Durr ging akkoord met het plan van Baibars om Al Mansurah te verdedigen.

## De verdediging van Al Mansurah
Baibars liet een stadspoort openzetten om de kruisvaarders in de stad te laten.
De kruisvaarders dachten, dat de stad verlaten was en stormden de stad in. Daar werden ze omsingeld door de Egyptenaren. Robert van Artois vluchtte een huis in, maar werd gedood, net als William van Salisbury. Enkel vier Tempeliers overleefden. De kruisvaarders trokken terug naar Gideila en kampeerden tussen een gracht en een muur.
In de ochtend van 11 februari vielen de moslims het kamp van de Fransen aan.
De Fransen moesten weken hun kamp verdedigen tegen guerrillaoorlog.
Na de val van Damietta was een algemene noodtoestand afgekondigd in Egypte. al-Nafir al-Am Commones viel het kamp van de kruisvaarders aan.
Veel kruisvaarders werden gevangengenomen en naar Caïro gebracht.
Op 27 februari kwam de nieuwe sultan Al-Muazzam Turanshah vanuit Hasankeyf in Egypte aan en hij ging meteen naar Al Mansurah om het leger te leiden.
Schepen werden over land vervoerd en te Bahr al-Mahala in de Nijl gelegd achter de schepen van de kruisvaarders. Zo sneden ze de bevoorrading vanuit Damietta af en belegerden ze het leger van Lodewijk IX. De Egyptenaren staken de schepen in brand met Grieks vuur. De kruisvaarders hadden aanvallen te verduren, leden honger en ziektes braken uit.
Sommige kruisvaarders deserteerden.
De Egyptenaren sloegen het aanbod af van koning Lodewijk IX om Damietta te ruilen tegen Jeruzalem.

## De vlucht naar Damietta
In de nacht van 5 april vluchtten de kruisvaarders naar Damietta over een pontonbrug, die ze niet vernietigden. De Egyptenaren staken het kanaal over langs dezelfde pontonbrug en achtervolgden hen tot Fariskur en versloegen de kruisvaarders op 6 april.

## Willem van Sonnac sterft
Grootmeester Willem van Sonnac van de Tempeliers sneuvelde. Jan van Joinville schreef:
"Naast de troepen van Walter van Châtillon was broeder Sonnac, Grootmeester van de Tempeliers, met de weinige broeders die de slag van dinsdag hadden overleefd. Hij stelde een verdediging op voor zich met wapentuigen die hij op de Saracenen had buitgemaakt. Toen de Saracenen hem kwamen aanvallen, wierpen ze Grieks vuur op de versperring die hij had opgericht. Het vuur verspreidde zich snel, want de Tempeliers hadden daar veel hout gelegd. En u moet weten dat de Turken niet wachtten tot het vuur uitgewoed was, maar ze vielen de Tempeliers aan tussen de brandende vlammen. En in die slag, verloor broeder Willem, Grootmeester van de Tempeliers, een oog; en hij had het ander verloren op de vorige dinsdag; en dat de heer stierf als gevolg daarvan, moge God hem zijn zonden vergeven! En u moet weten dat er ten minste een are land achter de Tempeliers lag, dat door de Saracenen zo beschoten werd met pijlen, dat de bodem niet zichtbaar was."

## Koning Lodewijk gevangen
Duizenden kruisvaarders werden gedood of krijgsgevangengenomen.
Koning Lodewijk werd gevangengenomen in het dorp Moniat Abdallah, nu Meniat el Nasr.
Lodewijk IX gaf zich over aan de eunuch al-Salihi.
Samen met zijn broers Karel van Anjou en Alfons van Poitiers werd hij naar Al Mansurah gevoerd en geketend opgesloten in het huis van de koninklijke kanselier Ibrahim ben Lokman. Hij werd bewaakt door de eunuch Sobih al-Moazami.
Duizenden krijgsgevangenen werden in een kamp buiten Al Mansurah ondergebracht.
Frankrijk was geschokt. De kruisvaarders verspreidden valse geruchten, dat koning Lodewijk IX de sultan van Egypte verslagen had in een grote veldslag en dat hij Caïro in handen hield.
De Bisschop van Marseilles en Tempeliers verspreiden het gerucht dat Caïro en Babylon gevallen waren en dat de Saracenen Alexandrië hadden verlaten.
Toen duidelijk werd dat Frankrijk verslagen was, begon de Herderskruistocht in 1251.

## Losgeld
Lodewijk IX werd vrijgelaten voor een losgeld van 400.000 dinars.
Nadat hij gezworen had om niet naar Egypte weer te keren en Damietta had overgedragen aan de Egyptenaren, werd hij op 8 mei te Akko vrijgelaten met zijn broers en 12.000 krijgsgevangenen.
Koningin Margaretha van Provence had nachtmerries. Ze droomde dat er Saracenen in haar kamer waren en riep "Help! Help!"
Ze vertrok naar Akko met haar te Damietta geboren zoontje Jan Tristan van Frankrijk.

## Staatsgreep van de mammelukken
Kort na de slag bij Fariskur werd sultan Turanshah vermoord te Fariskur.
De mammelukken namen de macht over.
Zo heersten de mammelukken over Egypte, de Ajjoebiden over Syrië, de Fransen over Akko en Syrische en christelijke havensteden en het koninkrijk Cilicisch-Armenië. De mammelukken van Egypte en de Ajjoebiden van Syrië bestreden elkaar. De Fransen en de Armeniërs in Cilicisch-Armenië en het vorstendom Antiochië bleven bondgenoten.

## De Mongolen
De Mongolen kwamen uit de Euraziatische Steppe en reden tijdens de Slag bij Fariskur in 1241 westwaarts tot aan de Oder en de Adriatische Zee.
De westelijke christenen en de Armeniërs in Cilicisch-Armenië hoopten op een bondgenootschap met de Mongolen tegen de islamieten. De Cilisische Armeniërs erkenden in 1247 de Mongoolse suzereiniteit. In 1254 bezocht hun Koning Hethum I van Armenië de Mongoolse hoofdstad Karakorum. In 1246 zond Paus Innocentius IV de Franciscaan Johannes van Pian del Carpine als gezant naar de Khagan in Karakorum om een bondgenootschap tegen de islamieten te sluiten.
Güyük Khan zei hem, dat de Europese koningen zich aan hem moesten onderwerpen. Hij schreef:
U moet met overtuigd hart zeggen: "Wij zijn uw onderdanen, wij zullen u sterkte geven". U moet persoonlijk komen met uw koningen, allemaal samen, zonder uitzondering, om ons uw diensten aan te bieden en ons eer te bewijzen. Alleen dan zullen wij uw overgave aanvaarden. En als u het goddelijk bevel niet gehoorzaamt, en tegen onze bevelen ingaat, zullen wij u beschouwen als onze vijand.
In 1249 zond koning Lodewijk IX een andere gezant: de dominicaan André de Longjumeau, maar die boekte evenmin vooruitgang.
In 1258 versloeg het Mongoolse leger van Hulagu Khan het kalifaat van de Abbasiden en plunderde Bagdad. Dan rukte het op naar Syrië en nam het Damascus in.
Hulagu stuurde een dreigende boodschap naar Qutuz in Egypte en eiste overgave.
Zeg tegen Egypte, Hulagu is gekomen met zwaarden scherp en uit de schede. De machtigste van hun mensen zullen nederig worden, hij zal hun kinderen naar hun bejaarden zenden.

## De Slag bij Ain Jalut
In 1260 versloeg een Egyptisch leger van de mammelukse zultan Qutuz en bevelhebber Baibars al-Bunduqdari het Mongoolse leger in de Slag bij Ain Jalut. De Nestoriaanse christen Kitbuqa leidde de Mongolen en werd gedood. Ook de christelijke koning van Cilicisch-Armenië en de christelijke prins van Antiochië vochten samen met de Mongolen.
De Fransen van Akko bleven neutraal. Qutuz waarschuwde hen tegen verraad aan hem. Ze lieten het Egyptisch leger door.
Het Egyptisch leger kampeerde bij Akko op weg naar Ain Jalut.
Baibars wou Akko innemen, maar zultan Qutuz weigerde.
Het leger nam Damascus in en heel Syrië werd deel van het mammeluks gebied.
Sultan Baibars deed de Cilicisch-Armeniërs en het Vorstendom Antiochië boeten voor hun bondgenootschap met de Mongolen.
Bevelhebber Qauluwun van Baibars versloeg in 1266 de Armeniërs in de Slag bij Mari en verwoestte Cilicisch-Armenië. In 1268 verwoestte zultan Baibars het vorstendom Antiochië.
Na de Slag bij Ain Jalut sloegen de mammelukken nog drie andere Mongoolse invasies van Syrië terug. De islamieten sloegen dus zowel de kruisvaarders als de Mongolen af.

## De Mongolen bekeren tot de islam
In 1257 bekeerden de westerse Mongolen van Berke zich tot de islam en sloten ze een bondgenootschap met de mammelukken tegen Hulagu in de Berke–Hulagu oorlog.

## De Achtste Kruistocht
In 1270 begon Lodewijk IX de Achtste Kruistocht, maar zowel hij als zijn zoon Jan Tristan van Frankrijk sneuvelden te Tunis.
Ahmad Ismail Alzayat schreef:
"O Lodewijk, Tunis is de zus van Egypte! Verwacht uw nederlaag! Gij zult uw graf hier vinden in plaats van het huis van Ibn Lokman; en de eunuch Sobih zal hier vervangen worden door de engelen des doods Nakir en Munkar."
Sultan Baibars nam de Franse nederzettingen langs de Syrische kust in. Sultan al-Ashraf Khalil nam tussen 1291 en 1292 Akko en de laatste Franse vestingen in.